# Gnassingbé Eyadéma
Pour les articles homonymes, voir Eyadema et Gnassingbé.
 (septembre 2011).
Si vous disposez d'ouvrages ou d'articles de référence ou si vous connaissez des sites web de qualité traitant du thème abordé ici, merci de compléter l'article en donnant les références utiles à sa vérifiabilité et en les liant à la section « Notes et références ».
 (septembre 2011).
Étienne Eyadéma Gnassingbé, dit Gnassingbé Eyadéma, est né le 26 décembre 1935,, dans la ville de Pya au nord de ce qui était alors le Togo français, et mort le 5 février 2005 à bord de l'avion présidentiel Togo, qui l'évacue pour des soins médicaux vers l'État d'Israël, là où il avait l'habitude de soigner ses yeux. Militaire et homme d'État togolais, il restera président de la République durant 38 ans. Son régime est considéré par plusieurs ONG, dont Human Rights Watch, et des médias, comme une dictature.

## Biographie

### Origines familiales
Issu d'une famille paysanne protestante, Étienne Eyadéma naît le 26 décembre 1935 à Pya dans le nord du Togo, ancienne colonie allemande placé sous mandat de la Société des Nations après la défaite de l'Allemagne à la Première Guerre mondiale. Ses deux prénoms, sous lesquels il se fait appeler jusqu'en 1974, avant finalement d'escamoter le prénom chrétien Étienne. Fils de Monsieur Gnassingbé et de Madame N'Danida, connue plus tard sous le nom de Maman N'Danida, née en 1878.
Il perd son père très tôt, qui serait décédé après avoir été passé à tabac à la suite d'une altercation avec des soldats de l'armée coloniale française.
Après la mort de son père, Étienne Eyadéma Gnassingbé s'inscrit à l'école primaire évangélique de Pya, où il ne dépassera pas le cours élémentaire.

### Carrière militaire
Après avoir travaillé comme métayer chez un agriculteur de Kabou-Sara, en pays bassar à l'ouest de Kara, Étienne Eyadéma Gnassingbé part pour Ouidah au Dahomey (actuel Bénin), où il se fait recruter dans les rangs de l'armée coloniale française en 1954. Envoyé en Indochine puis en Algérie. Le 27 avril 1960, le Togo accède à l'indépendance avec Sylvanus Olympio comme premier président. Deux ans plus tard, c'est la fin de la guerre d'Algérie avec les accords d'Évian. Comme il était de tradition à cette période, les anciens soldats étaient mis à la disposition des armées de leur pays. C'est dans ce cadre que le sergent-chef Étienne Eyadéma Gnassingbé et d'autres combattants indigènes de l'armée coloniale sont démobilisés et rentrent dans leur pays d'origine.

### Coup d'État de 1963
Contrairement aux autres États qui ont incorporé les démobilisés de l'armée coloniale dans les toutes nouvelles armées nationales, le Togo a refusé d'incorporer les démobilisés dans la gendarmerie nationale togolaise, officiellement pour des raisons budgétaires. À l'époque, la gendarmerie comptait 300 hommes et une seule caserne à Lomé, sous le commandement de Georges Maîtrier, gendarme français envoyé au Togo comme coopérant et conseiller militaire du chef de l'État togolais.
En janvier 1963, Étienne Eyadéma Gnassingbé  participe activement à l'assassinat de Sylvanus Olympio, premier président de la République depuis l'indépendance en 1960. Il revendiquera dans la presse cet assassinat. En effet, c’est lui qui a achevé l'ancien président, d’abord avec une arme, ensuite au couteau, s'exclamant : « C'est comme ça que l'on faisait en Algérie ».

## Parcours politique

### Chef d'état-major

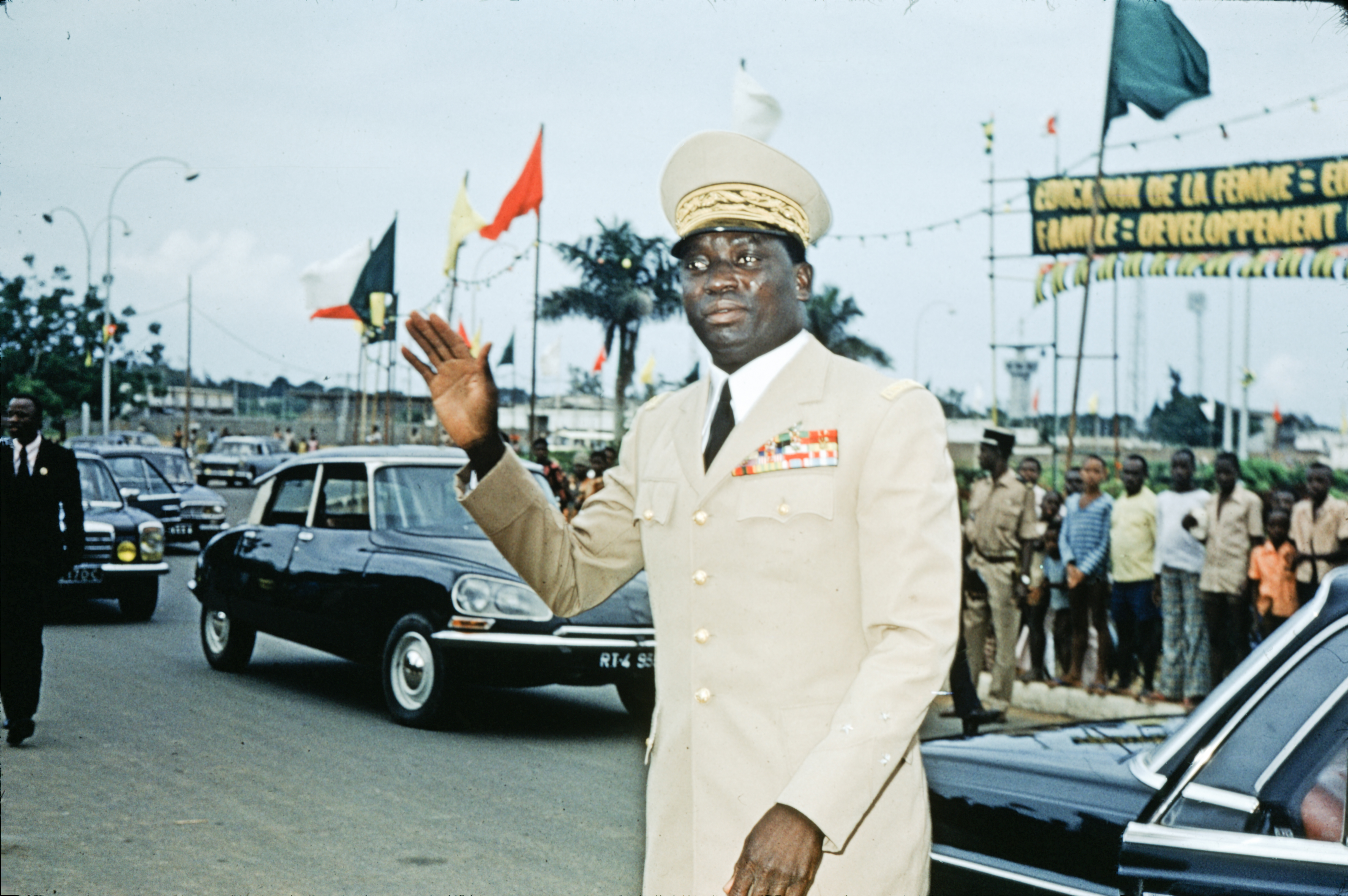
Gnassingbé Eyadéma en 1972.

Rejoignant l’armée togolaise, il devient le 1er novembre 1965 chef d’état-major des armées avec le grade de lieutenant-colonel.
Le 13 janvier 1967, Étienne Eyadéma Gnassingbé renverse Nicolas Grunitzky, second président de la République et prend le pouvoir.

### Chef de l'État
Le 15 avril, il devient officiellement président de la République, chef du gouvernement et ministre de la Défense. Le 13 mai 1967, il dissout tous les partis politiques. En 1969, il fonde le Rassemblement du peuple togolais (RPT), le parti unique du pays. Le 9 janvier 1972, Étienne Eyadéma Gnassingbé est confirmé à la tête de l'État par un plébiscite (réprimant durement toute forme d'opposition politique, il sera réélu à cinq reprises en 1979, 1986, 1993, 1998 et 2003.
Le 13 janvier 1980 est proclamée la IIIe République. En août 1982, il accueille le pape Jean-Paul II lors de sa visite au Togo. Le 23 septembre 1986, à la suite de l’attaque d’un commando à Lomé, les autorités mettent en cause le Ghana et le Burkina Faso qui démentent. Le président Eyadéma Gnassingbé, en vertu des accords militaires franco-togolais, demande l’aide militaire de la France. Des soldats français débarquent à Lomé.

### De la répression au multipartisme
En 1990, des grèves et des manifestations secouent le pays. En octobre 1990, l'armée disperse par la force une manifestation de soutien à de jeunes opposants. Les troubles politiques et sociaux au début des années 1990 ont fait plusieurs centaines de morts. En avril 1991, Gnassingbé Eyadéma est obligé d’instaurer le multipartisme, à la suite des pressions du président français François Mitterrand. Du 8 juillet au 28 août 1991, se tient une « conférence nationale », qui opte pour la mise en place d’un régime semi-présidentiel, institue un Haut conseil de la République (HCR) et impose la nomination d’un Premier ministre.

### Des tensions persistantes
En décembre 1991, à Lomé, les chars tirent sur les bureaux du chef de gouvernement. Eyadéma Gnassingbé récupère alors toutes ses prérogatives. Il fait adopter une nouvelle Constitution le 27 septembre 1992. Le 16 novembre, commence une grève générale de plusieurs mois pour obtenir la neutralité politique de l'armée.
Le 25 janvier 1993, la police tire sur une manifestation de l'opposition à Lomé : au moins 16 morts (sources médicales), plus de 50 selon l'opposition. La Communauté européenne suspend sa coopération. Le 25 mars 1993, Gnassingbé Eyadéma échappe à une attaque lancée contre sa résidence officielle. Il avait déjà été l'objet de plusieurs attentats ou de complots.

### Scrutins de 1998 et 1999: une domination toujours écrasante
Le 21 juin 1998, il est réélu lors d'un scrutin contesté par l'opposition (et mis en doute par de nombreux observateurs européens) qui revendique la victoire pour le candidat de l'Union des forces de changement (UFC) Gilchrist Olympio. Le 21 mars 1999, le Rassemblement du peuple togolais (RPT) du président Gnassingbé remporte la quasi-totalité des sièges du Parlement lors de législatives boycottées par l'opposition. En juillet, Eyadéma Gnassingbé s'engage à quitter le pouvoir en 2003 à la fin de son mandat. Un accord est signé entre le pouvoir et l’opposition qui prévoit de nouvelles élections législatives. Plusieurs fois repoussées, elles auront lieu en 2002.

### Les révisions normatives de 2002: le maintien au pouvoir
Le 8 février 2002, le Parlement procède à la modification du code électoral, déclenchant la colère de l'opposition. Le 27 juin, le Premier ministre Agbéyomé Kodjo est démis de ses fonctions. M. Kodjo, qui affirme avoir pris la décision de démissionner, se lance dans une diatribe d'une rare violence contre le chef de l'État et son régime. Les législatives anticipées ont lieu le 27 octobre mais sont boudées par les principaux partis d'opposition dits « traditionnels ». Le RPT confirme sa suprématie à l'Assemblée. Le 30 décembre 2002, le Parlement modifie l'article 59 de la Constitution qui limitait à deux le nombre de mandats présidentiels, ouvrant la voie à une nouvelle candidature de Eyadéma Gnassingbé. Le 2 mai 2003, la candidature de l'opposant Gilchrist Olympio à la présidentielle n'est pas retenue par la Commission électorale pour cause de « dossier incomplet » (il manque un certificat médical). Le 21 mai, Gilchrist Olympio dénonce « le coup d'État permanent » du chef de l'État. Le 1er juin, Eyadéma Gnassingbé est réélu pour un troisième mandat de cinq ans avec 57,78 % des voix lors d'un scrutin dont les résultats sont contestés par plusieurs dirigeants de l’opposition. Le 20 juin, il prête serment devant sept chefs d'État africains.
En 2004, à la suite de l'engagement de la tenue d’élections législatives en 2005, l’Union européenne normalise partiellement ses relations avec le Togo.

### Mort

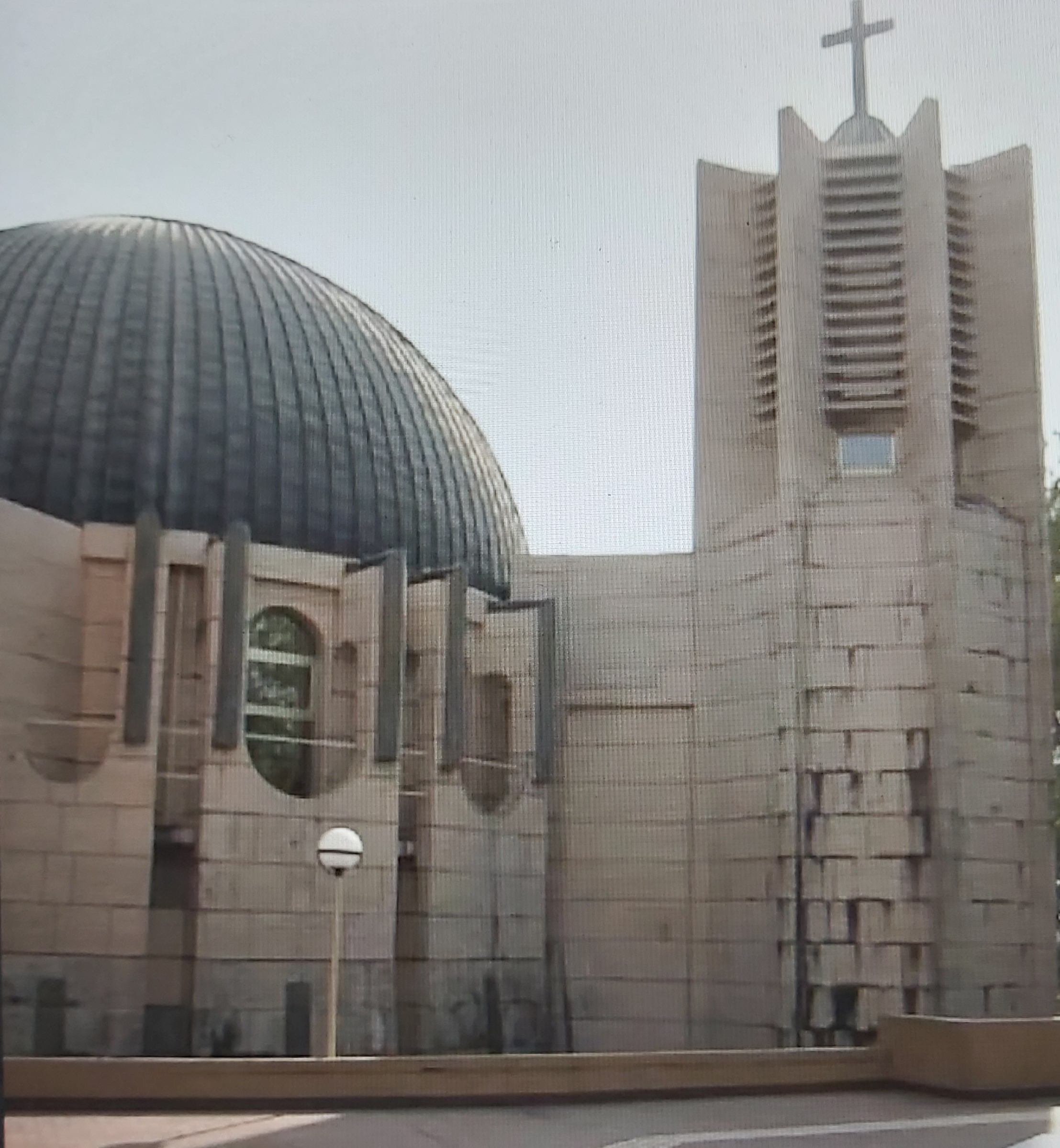
Mausolée de Gnassingbé Eyadéma à Pya au Kozah, Kara.

Eyadéma Gnassingbé meurt le 5 février 2005, victime des conséquences d'une crise cardiaque subie le matin même dans sa ville natale de Pya, à bord du Boeing 707 VIP de Exécutive Jet de Kinshasa, qui survole alors la Tunisie et qui devait l'évacuer à Milan pour raisons sanitaires. À l’annonce de son décès, le protocole tunisien fait monter un bouquet de fleurs pour la première dame, et l’avion redécolle pour le Togo. Le président français Jacques Chirac présente ses condoléances à sa famille en rappelant : « Avec lui disparaît un ami de la France qui était pour moi un ami personnel ».

## La politique d'Eyadéma
D'après le chercheur Comi M. Toulabor (Centre d’étude d’Afrique noire – Institut d’études politiques de Bordeaux), « trente-huit ans durant, Étienne Gnassingbé Eyadéma, l’« ami personnel » du président français Jacques Chirac, s’est maintenu au pouvoir grâce à deux coups d’État, un usage systématique de la fraude électorale, l’appui fidèle d’une armée noyautée par ses proches et son ethnie kabyé, de solides réseaux d’amitié à l’étranger (notamment en France) et un habile verrouillage de l’accès aux maigres ressources économiques du pays ».

### Un«ami de la France»
Dès sa prise de pouvoir, par un coup d'État militaire, Eyadéma Gnassingbé reçoit le soutien de la France. Il conserve ce soutien de la part des différents présidents français, de Charles de Gaulle à Jacques Chirac. Il est le fer de lance de la politique française et de la défense des intérêts français dans la sous-région.

### Droits de l’Homme

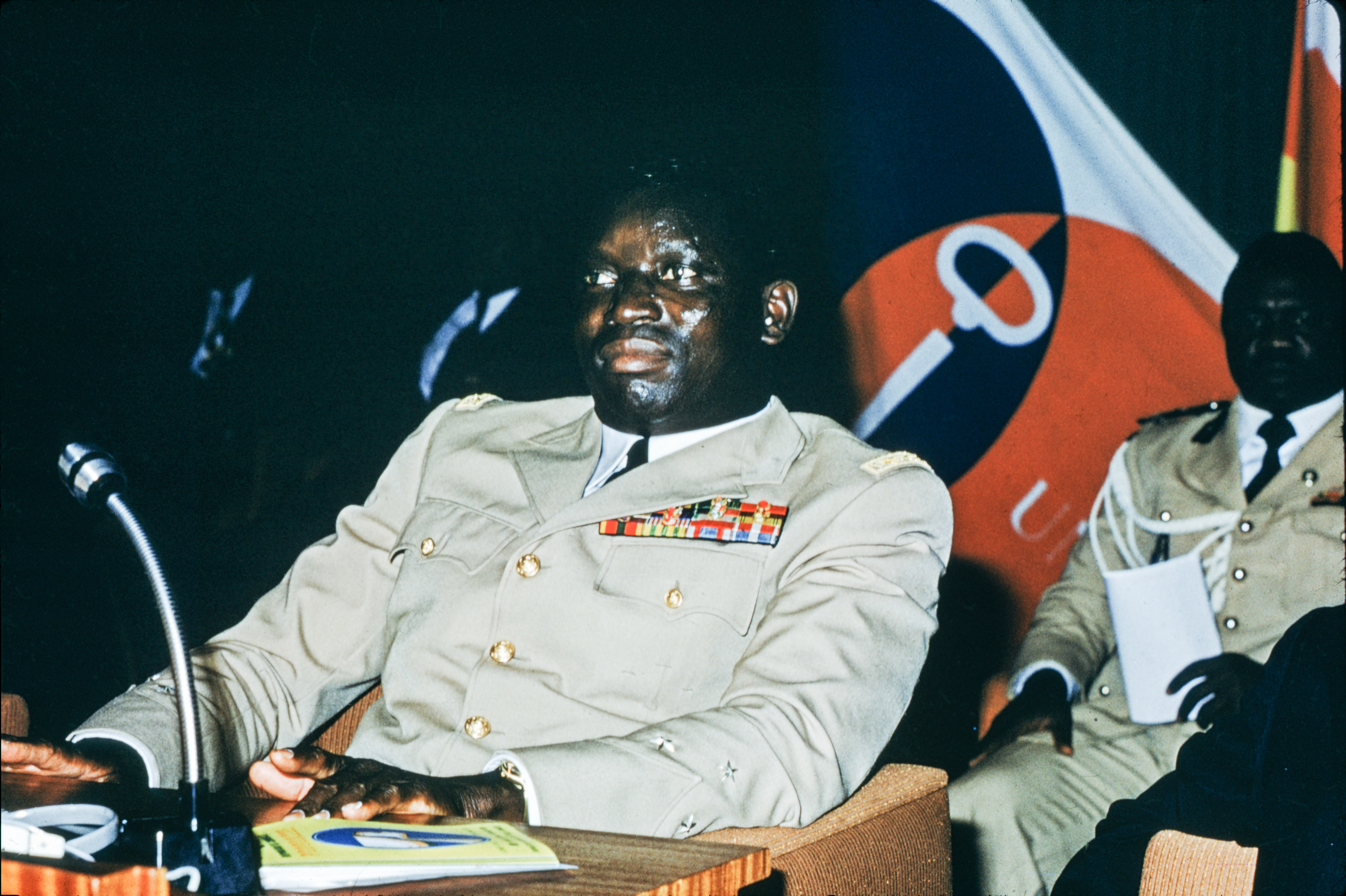
Gnassingbé Eyadema au Colloque sur la promotion de la femme face aux responsabilités communales, organisé conjointement par l'Agence de coopération culturelle et technique et la Fédération mondiale des Villes jumelées à Lomé au Togo du 26 au 31 juillet 1975.

Les organisations de défense des droits de l’homme, tant togolaises qu’internationales, ont régulièrement dénoncé les atteintes aux droits de l’homme commises par le régime de Eyadéma Gnassingbé. Le 5 mai 1999, Amnesty International, dans un rapport intitulé « Le règne de la terreur », accuse le pouvoir d’avoir exécuté des centaines de personnes et jeté leur corps à la mer après la proclamation des résultats de l'élection de 1998. En juin 2004, la Fédération internationale pour les droits humains (FIDH) accable le régime dans un rapport intitulé « Togo, l’arbitraire comme norme et 37 ans de dictature » où elle dénonce « la torture systématique dans les commissariats en toute impunité, la justice aux ordres du pouvoir, les prisons surpeuplées et les élections truquées ». François Barazer de Lannurien, ancien de la 33e division SS Charlemagne, fut l'un de ses conseillers.

## Succession
Alors que la Constitution prévoit que le président de l'Assemblée nationale doit assurer l'intérim jusqu'à la tenue de nouvelles élections, 60 jours après le décès du président en exercice, l'armée togolaise prend le pouvoir à la mort de Eyadéma Gnassingbé, prétextant que le président de l'Assemblée nationale n'est pas présent dans le pays. En toute hâte, le parlement élit un de ses fils, Faure Gnassingbé, président de l'Assemblée nationale, et modifie la constitution afin de prolonger son mandat jusqu'à la fin normale de celui de son père.
L'Union africaine dénonce un coup d’État militaire. Le secrétaire général de l'ONU, Kofi Annan, demande que la Constitution soit respectée. La Fédération internationale pour les droits humains et la Ligue togolaise des droits de l'homme dénoncent la « dictature héréditaire » dans un communiqué.
Le 25 février, à la suite très certainement des pressions internationales, Faure Gnassingbé annonce qu'il renonce à la présidence, que des élections seront organisées dans les prochaines semaines et qu'il se portera candidat à la présidence. Il est élu le 4 mai 2005, puis réélu en 2010, 2015 et 2020.